# Против Зенотемида
«Против Зенотемида» — судебная речь древнегреческого оратора Демосфена, сохранившаяся в составе «демосфеновского корпуса» под номером XXXII. Была написана для Демона и произнесена им примерно в 340 году до н. э. (по альтернативной версии, её написал сам Демон).
Родственник Демосфена по имени Демон ссудил деньги торговцу Проту для закупки хлеба в Сиракузах. Его корабельщики Гегестрат и Зенотемид решили присвоить эти деньги. Гегестрат попытался потопить корабль, чтобы хлеб считался закупленным и утонувшим, но сам погиб. Зенотемид, вернувшись в Афины с грузом, заявил, что хлеб принадлежал Гегестрату и был куплен на ссуженные им, Зенотемидом, деньги. Демон и Прот заявили протест, Зенотемид вчинил им иски и добился заочного суждения Прота. Тогда Демон подал протест против незаконного возбуждения дела. Демосфен написал для него речь, в которой Демон настаивает на своих правах.